# Nybodalen
Nybodalen är ett naturreservat i Leksands kommun i Dalarnas län.
Området är naturskyddat sedan 1998 och är 10 hektar stort. Reservatet består av lövskog med öppna betesmarker och en ravin omkring en bäck.